# ИгроСервис (футбольный клуб)
«ИгроСервис» (укр. «ІгроСервіс») — украинский футбольный клуб, представлявший в Первой лиге Украины столицу Крыма город Симферополь, и одноимённое предприятие. Первоначальное название клуба — «Динамо-ИгроСервис», было изменено по результатам судебного иска футбольного клуба «Динамо» (Киев). Летом 2009 года прекратил своё существование из-за финансовых трудностей главного спонсора — компании «ИгроСервис».

## История
Команда образована в 1936 году, под именем «Динамо». Клуб был постоянным участником чемпионата и Кубка Крыма. Многие игроки погибли на фронтах Великой Отечественной войны. В послевоенные годы команда лишь однажды выиграла чемпионат и кубок Крыма. С 1939 по 1954 годы «Динамо» было постоянным участником зональных Турниров первенства СССР. В конце 1950-х годов команда прекратила участие в крупных соревнованиях.
В 2000 году команда возродилась как открытая общественная организация. Основана футбольным специалистом Михаилом Сачко и предпринимателем Николаем Пашкульским
На базе многократного чемпиона города — команды «Пищевик», футбольный клуб начал своё выступление в любительском чемпионате Крыма. Показывая хорошие результаты, «Динамо» привлек к себе внимание руководства МВД Украины в Крыму, спонсорских структур. В июле 2001 года решением Совета ПФЛ Украины команда «Динамо» получила статус команды второй лиги. В дебютном чемпионате второй лиги команда завоевала бронзовые медали в группе «Б», сезона 2001/02 годов. В следующем 12 чемпионате клуб занимает второе место. На старте третьего чемпионата клуба, руководство клуба поставило перед собой задачу — выход в первую лигу. Генеральным спонсором команды стала Корпорация «ИгроСервис», клуб стал называться «Динамо-ИгроСервис». У руля клуба стал президент корпорации — Владимир Яновский. За 4 тура до конца чемпионата команда досрочно стала чемпионом в группе «Б».
В сентябре 2005 года команду возглавил Олег Лутков. Ему удалось поднять команду на 13-ю строчку в таблице. Осенне-зимнюю часть команда завершила на 9-й позиции.
С 19 декабря 2006 года команда изменила название на «ИгроСервис», из-за судебного иска футбольного клуба «Динамо» Киев.
После нескольких поражений на старте второго круга 16-го чемпионата, на смену пришёл Ростислав Лысенко. В итоге чемпионат закончили на 10-м месте.
Пятым главным тренером стал Сергей Шевченко. Значимым событием стали матчи Кубка Украины с «Карпатами» и киевским «Динамо». Первый круг завершили на 12-м месте. Во втором круге команда выступала ещё успешнее, что позволило по итогам сезона 2007/08 завоевать 6 место.

## ДЮФК
1 марта 2006 года был образован ДЮФК «Динамо-ИгроСервис».
Занятия в клубе проводятся по методикам в соответствии с программой, утверждённой Федерацией футбола Украины.
За время существования в клубе занималось 350 учеников, и состоялся один выпуск — 20 человек. Четверо выпускников подписали профессиональные контракты с командой мастеров, 2 из дебютировали в первой лиге в составе «ИгроСервиса».
Самое значительное достижение детско-юношеского клуба 2 место в первенстве Украины 2006/07 года команды юношей 1990 года рождения. Группы 1992 и 1994 года завоевали 2 места в чемпионате Симферополя в сезоне 2006/07.

## Стадион
В разные годы стадион назывался «Синее поле», «Пищевик», «Авангард», «Метеор». В эксплуатацию введён 1935 года. Вместимость стадиона 5000 зрителей.
На протяжении многих лет на стадионе проходили матчи Чемпионата СССР, Чемпионата Украины, Первенства Крыма и Симферополя. В середине 80-х годов на стадионе проводился отборочный матч молодёжного Чемпионата Европы между сборными СССР и Норвегии.
Первый официальный матч в Чемпионатах Украины футболисты «Динамо-ИгроСервис» провели 30 июля 2001 года против команды «Ригонда» Белая Церковь (1:0).
Первый матч после реконструкции стадиона прошёл 27 марта 2005 года — «Динамо-ИгроСервис» — «Сталь» Алчевск — 0:1.
В среднем матчи посещают около 2 000 человек. Рекорд посещаемости был зафиксирован в матче «ИгроСервис» — «Волынь», тогда на трибунах собралось почти 4 000 человек.

## Статистика
| Сезон   | Див.       | Поз. | Игр | В. | Н. | П. | ГЗ | ГП | P  | Кубок страны   | Прим.   |
| ------- | ---------- | ---- | --- | -- | -- | -- | -- | -- | -- | -------------- | ------- |
| 2001/02 | 2 лига «B» | 3    | 34  | 16 | 12 | 6  | 33 | 38 | 41 | не участвовала |         |
| 2002/03 | 2 лига «B» | 2    | 30  | 18 | 7  | 5  | 53 | 27 | 61 | 1/32 финала    |         |
| 2003/04 | 2 лига «B» | 1    | 30  | 24 | 3  | 3  | 60 | 24 | 75 | 1/32 финала    | Повышен |
| 2004/05 | 1 лига     | 14   | 34  | 12 | 5  | 17 | 38 | 57 | 41 | 1/16 финала    |         |
| 2005/06 | 1 лига     | 13   | 34  | 10 | 8  | 16 | 40 | 51 | 38 | 1/32 финала    |         |
| 2006/07 | 1 лига     | 10   | 36  | 14 | 9  | 13 | 46 | 44 | 51 | 1/16 финала    |         |
| 2007/08 | 1 лига     | 6    | 38  | 18 | 6  | 14 | 50 | 45 | 60 | 1/8 финала     |         |
| 2008/09 | 1 лига     | 11   | 32  | 12 | 6  | 14 | 45 | 47 | 42 | 1/16 финала    |         |

## Рекордсмены клуба
| Лучшие бомбардиры |       |
| Игрок             | Голов |
| Матвей Бобаль     | 56    |
| Алексей Грищенко  | 51    |
| Сергей Мамонов    | 42    |
| Олег Губский      | 25    |
| Алексей Якименко  | 25    |

| Рекордсмены по матчам |        |
| Игрок                 | Матчей |
| Владимир Симончук     | 219    |
| Сергей Мамонов        | 132    |
| Евгений Парубин       | 116    |
| Алексей Грищенко      | 115    |
| Олег Губский          | 98     |